# Lista așezărilor de tip urban din Georgia
Daba (în georgiană დაბა) este un tip de localitate din Georgia, un orășel, care este echivalent cu o așezare de tip urban din Uniunea Sovietică și din alte țări actuale.
În prezent, daba este definită ca o așezare cu o populație de cel puțin 3.000 de locuitori și prezența infrastructurei sociale și tehnice, care îi permit primirea unor funcții de centru economic și cultural local. De asemenea, localitatea nu trebuie să aibă un patrimoniu agricol mare. Statutul de daba poate fi atribuit și unei localități cu o populație mai mică de 3.000 de locuitori, dacă ea are funcții de centru administrativ al unui district (comună/municipalitate) sau are perspective de dezvoltare economică și sporire a numărului populației în viitorul apropiat.

## Lista de așezări
În prezent (2015), 50 de localități din Georgia au statut de daba.
|     | Daba                | Populație (2002) | Statut primit în | District/Comună | Regiune sau republică autonomă   | Note                                                                 |
| --- | ------------------- | ---------------- | ---------------- | --------------- | -------------------------------- | -------------------------------------------------------------------- |
| 1.  | Surami              | 9,800            | 1926             | Khashuri        | Shida Kartli                     |                                                                      |
| 2.  | Ts'q'neti           | 8,200            | 1967             | Tbilisi         | Tbilisi                          |                                                                      |
| 3.  | Chakvi              | 8,100            | 1954             | Kobuleti        | Adjaria                          |                                                                      |
| 4.  | Kazreti             | 7,300            | 1965             | Bolnisi         | Kvemo Kartli                     |                                                                      |
| 5.  | Khelvachauri        | 6,100            | 1968             | Khelvachauri    | Adjaria                          |                                                                      |
| 6.  | Ochkhamuri          | 5,000            | 1954             | Kobuleti        | Adjaria                          |                                                                      |
| 7.  | Chkhorotsqu         | 5,000            | 1960             | Chkhorotsqu     | Samegrelo-Zemo Svaneti           |                                                                      |
| 8.  | Laituri             | 3,600            | 1953             | Ozurgeti        | Guria                            |                                                                      |
| 9.  | Tianeti             | 3,600            | 1960             | Tianeti         | Mtskheta-Mtianeti                |                                                                      |
| 10. | Shaumiani           | 3,600            | 1932             | Marneuli        | Kvemo Kartli                     |                                                                      |
| 11. | Agara               | 3,500            | 1934             | Kareli          | Shida Kartli                     |                                                                      |
| 12. | Makhinjauri         | 3,400            | 1959             | Khelvachauri    | Adjaria                          |                                                                      |
| 13. | Aspindza            | 3,200            | 1961             | Aspindza        | Samtskhe-Javakheti               |                                                                      |
| 14. | Manglisi            | 2,800            | 1926             | Tetritsqaro     | Kvemo Kartli                     |                                                                      |
| 15. | Kveda Nasakirali    | 2,600            | 1976             | Ozurgeti        | Guria                            |                                                                      |
| 16. | Mestia              | 2,600            | 1968             | Mestia          | Samegrelo-Zemo Svaneti           |                                                                      |
| 17. | Akhalgori           | 2,500            | 1960             | Akhalgori       | Mtskheta-Mtianeti                | Controlată de Republica Osetia de Sud                                |
| 18. | Kharagauli          | 2,400            | 1944             | Kharagauli      | Imereti                          |                                                                      |
| 19. | Akhaldaba           | 2,400            | 1965             | Borjomi         | Samtskhe-Javakheti               |                                                                      |
| 20. | Didi Lilo           | 2,400            | 1974             | Tbilisi         | Tbilisi                          |                                                                      |
| 21. | Chokhatauri         | 2,100            | 1947             | Chokhatauri     | Guria                            |                                                                      |
| 22. | Kulashi             | 2,000            | 1961             | Samtredia       | Imereti                          |                                                                      |
| 23. | Bakuriani           | 2,000            | 1926             | Borjomi         | Samtskhe-Javakheti               |                                                                      |
| 24. | Zhinvali            | 1,900            | 1976             | Dusheti         | Mtskheta-Mtianeti                |                                                                      |
| 25. | Kojori              | 1,900            | 1968             | Tbilisi         | Tbilisi                          |                                                                      |
| 26. | Stepantsminda       | 1,800            | 1966             | Kazbegi         | Mtskheta-Mtianeti                |                                                                      |
| 27. | Lentekhi            | 1,700            | 1969             | Lentekhi        | Racha-Lechkhumi și Kvemo Svaneti |                                                                      |
| 28. | Shorapani           | 1,600            | 1938             | Zestaponi       | Imereti                          |                                                                      |
| 29. | Pasanauri           | 1,600            | 1966             | Dusheti         | Mtskheta-Mtianeti                |                                                                      |
| 30. | Ureki               | 1,400            | 1953             | Ozurgeti        | Guria                            |                                                                      |
| 31. | Abastumani          | 1,400            | 1926             | Adigeni         | Samtskhe-Javakheti               |                                                                      |
| 32. | Naruja              | 1,300            | 1987             | Ozurgeti        | Guria                            |                                                                      |
| 33. | Keda                | 1,200            | 1966             | Keda            | Adjaria                          |                                                                      |
| 34. | Khulo               | 1,100            | 1964             | Khulo           | Adjaria                          |                                                                      |
| 35. | Tsagveri            | 1,100            | 1926             | Borjomi         | Samtskhe-Javakheti               |                                                                      |
| 36. | Adigeni             | 1,000            | 1961             | Adigeni         | Samtskhe-Javakheti               |                                                                      |
| 37. | Shuakhevi           | 0,900            | 1974             | Shuakhevi       | Adjaria                          |                                                                      |
| 38. | Bakurianis Andeziti | 0,500            | 1956             | Borjomi         | Samtskhe-Javakheti               |                                                                      |
| 39. | Sioni               | 0,400            | 1960             | Tianeti         | Mtskheta-Mtianeti                |                                                                      |
| 40. | Tamarisi            | 0,400            | 1982             | Marneuli        | Kvemo Kartli                     |                                                                      |
| 41. | Bediani             | 0,300            | 1963             | Tsalka          | Samtskhe-Javakheti               |                                                                      |
| 42. | Trialeti            | 0,300            | 1944             | Tsalka          | Kvemo Kartli                     |                                                                      |
| 43. | Kharistvala         | 0,000            | 1956             | Ambrolauri      | Racha-Lechkhumi și Kvemo Svaneti | Depopulată după cutremurul din 1991 din Racha și o serie de avalanșe |
| 44. | Bichvinta           | -                | 1963             | Gagra           | Abhazia                          | Controlată de Republica Abhazia                                      |
| 45. | Gantiadi            | -                | 1966             | Gagra           | Abhazia                          | Controlată de Republica Abhazia                                      |
| 46. | Miusera             | -                | 1990             | Gudauta         | Abhazia                          | Controlată de Republica Abhazia                                      |
| 47. | Gulripshi           | -                | 1975             | Gulripshi       | Abhazia                          | Controlată de Republica Abhazia                                      |
| 48. | Q'ornisi            | -                | -                | Kareli          | Shida Kartli                     | Controlată de Republica Osetia de Sud                                |
| 49. | Kvaisa              | -                | -                | Oni             | Racha-Lechkhumi și Kvemo Svaneti | Controlată de Republica Osetia de Sud                                |
| 50. | Java                | -                | -                | Java            | Shida Kartli                     | Controlată de Republica Osetia de Sud                                |

## Foste așezări de tip urban
- Didi-Lilo (დიდი ლილო) — desemnată așezare de tip urban în 1974. În 2008 a fost inclusă în orașul Tbilisi
- Kodjori (კოჯორი) — desemnată așezare de tip urban în 1968. În 2008 a fost inclusă în orașul Tbilisi
- Tshneti (წყნეთი) — desemnată așezare de tip urban în 1967. În 2008 a fost inclusă în orașul Tbilisi